# Fausto Tienza
Fausto Antonio Tienza Núñez (Talavera la Real, Badajoz, 8 de enero de 1990) es un futbolista español. Juega de centrocampista en la S. D. Compostela de la Segunda Federación.

## Trayectoria
Fausto se formó en la cantera del Valencia C. F., a la que llegó con 14 años y, tras debutar en Segunda B con 17, pasó a jugar en equipos como el Caravaca C. F., C. D. La Muela o el U. D. Melilla.  
En enero de 2013 se incorporó al filial del Real Betis, que desembolsó 50 000 euros al Melilla, su cláusula, siendo una petición del técnico del Betis B, Óscar Cano Moreno. Sus buenas actuaciones le valieron debutar en Primera, en el estadio Benito Villamarín, frente a Osasuna el 8 de marzo de 2013.
En 2015, tras militar en las últimas dos campañas en el filial del Betis, se convirtió en nuevo jugador de la A. D. Alcorcón.
Tras una temporada con el cuadro alfarero, en junio de 2016 dio el salto a la Primera División de la mano del C. A. Osasuna donde rescindió su contrato en enero de 2018 para recalar en las filas del Cádiz C. F. Tras medio año en el conjunto gaditano, firmó con el Extremadura U. D.
Después de un breve paso por Grecia en el Panathinaikos, en enero de 2020 regresó al fútbol español para jugar en el Club Gimnàstic de Tarragona. Tras temporada y media en el club catalán, en mayo de 2021 fichó por el Real Racing Club de Santander por dos años. En el primero de ellos consiguieron el ascenso a la Segunda División.
El 23 de junio de 2023 firmó por la Unión Deportiva Ibiza, club en el que estuvo hasta enero de 2025. Antes de acabar el mes se unió a la S. D. Compostela para lo que quedaba de temporada.

## Clubes
| Club                            | País   | Año       | Partidos | Goles |
| ------------------------------- | ------ | --------- | -------- | ----- |
| Valencia C. F. Mestalla         | España | 2007-2009 | 1        | 0     |
| C. F. La Nucía (cesión)         | España | 2009      | 14       | 0     |
| Caravaca C. F. (cesión)         | España | 2009-2010 | 7        | 0     |
| C. D. La Muela (cesión)         | España | 2010-2011 | 28       | 0     |
| U. D. Melilla                   | España | 2011-2013 | 35       | 2     |
| Real Betis B                    | España | 2013-2014 | 44       | 2     |
| Real Betis Balompié             | España | 2013      | 1        | 0     |
| A. D. Alcorcón                  | España | 2014-2016 | 58       | 2     |
| C. A. Osasuna                   | España | 2016-2018 | 27       | 0     |
| Cádiz C. F.                     | España | 2018      | 5        | 0     |
| Extremadura U. D.               | España | 2018-2019 | 30       | 2     |
| Panathinaikos                   | Grecia | 2019-2021 | 2        | 0     |
| Gimnàstic de Tarragona (cesión) | España | 2020-2021 | 28       | 1     |
| Real Racing Club de Santander   | España | 2021-2023 | 64       | 3     |
| U. D. Ibiza                     | España | 2023-2025 | 40       | 3     |
| S. D. Compostela                | España | 2025-     | 10       | 0     |